# Der Schatz von Walton Island
Der Schatz von Walton Island (OT: Lost & Found) ist ein kanadischer Abenteuerfilm von Regisseur Joseph Itaya aus dem Jahr 2016.

## Handlung
Als Andy Walton einen Schwimmwettbewerb und damit sein Stipendium verliert und zu allem Überfluss auch noch beim Stehlen erwischt wird, reicht es seinem Vater Jim. Er schickt ihn zu seinem Bruder Trent, ein Alkoholiker, der sich mehr schlecht als recht mit seiner Fischerei über Wasser hält. Auch Andys Bruder Mark fährt mit zu Trent, der auf einer Insel lebt.
Vor Ort stellen die beiden fest, dass die Insel nach ihrer Familie benannt ist. Doch Trent hat Schulden und droht sein Haus zu verlieren. Zusammen mit Claire Broman, zufällig eines der Mädchen aus der Clique, wegen denen Andy beim Klauen erwischt wurde und seine heimliche Flamme, entdecken die beiden langsam das Geheimnis der Insel. Opa Walton hatte ein unfassbares Vermögen angehäuft, doch er verschwand eines Tages spurlos. Sein Vermögen hat er so gut versteckt, dass weder Trent und Jim noch Claires Vater John es bisher finden konnten.
Doch die beiden ungleichen Walton-Brüder und Claire können einige der Rätsel lösen. Doch Claire muss auch erkennen, dass ihr Vater ein skrupelloser Mörder ist, der neun Menschen, die im Wald ebenfalls nach dem Schatz suchten, verschwinden ließ und so die Mär von einem verfluchten Wald auf der Insel etablierte. Als Andy durch Zufall auch noch herausfindet, dass Trent eigentlich sein Vater ist, hat er genug. Er flieht wutentbrannt in den Wald und findet die alte Goldmine, indem er die Hinweise seines Grandpas richtig deutet.
In der Zwischenzeit bricht Panik aus und Trent informiert Jim, dass seine beiden Söhne verschwunden sind. Andy lief nämlich seinem Bruder beziehungsweise eigentlich Vetter nach und findet ebenfalls die Goldmine. Gemeinsam finden sie den Goldschatz, doch John Broman stellt die beiden. Dabei löst er jedoch die Falle aus, die nur ein Walton entschärfen kann. Als sich die beiden weigern, stößt er Mark ins Meer. In der nachfolgenden Rangelei landen auch er und Trent im Wasser. Zwischenzeitlich haben auch Trent und Jim das Kliff erreicht. Nachdem sie Andy gerettet haben, versucht Trent seinen Sohn ebenfalls zu retten und springt in das Wasser. Doch tatsächlich ist es dann Andy, der ihn rettet.
Die Waltons haben nun ein riesiges Vermögen geerbt und können die Insel wieder unterhalten. Die beiden zerstrittenen Brüder finden wieder zueinander, Andy und Claire werden ein Paar und er und Mark schwören sich ewige Bruderschaft.

## Hintergrund
Die deutschsprachige Synchronfassung des Films erschien am 17. März 2017 auf DVD und Blu-Ray.

## Rezeption
Der Film gewann auf dem Bentonville Film Festival 2016 den Preis als bester Familienfilm.
Im Filmdienst wurde der Film als „passabler, aber harmloser Jugend-Abenteuerfilm ohne Überraschungen, in einigen Szenen für kleinere Kinder zu unheimlich“ bewertet.